# Horisme simulans
Horisme simulans là một loài bướm đêm trong họ Geometridae.